# Serie A 1976-1977 (rugby a 15)
La serie A 1976-77 fu il 47º campionato nazionale italiano di rugby a 15 di prima divisione.
Si tenne dal 19 settembre 1976 al 22 maggio 1977 tra 14 squadre a girone unico dopo l'allargamento deciso dalla Federazione Italiana Rugby (che fino al torneo precedente aveva organizzato un campionato a 12 squadre).
Il torneo vide il debutto in massima serie della Caronte di Reggio Calabria (società che ebbe tuttavia vita breve) e San Donà, della provincia di Venezia.
Il titolo fu vinto dal Petrarca al termine di un torneo definito tra i più spettacolari del dopoguerra: il Rovigo, campione uscente, aveva largamente dominato il campionato, al punto da indurre il presidente del club, Campice, ad affermare: «Il Petrarca? Perché vinca questo campionato dovrebbe nevicare ad agosto».
Il duello Petrarca — Rovigo era anche una rivalità familiare tra i due fratelli De Anna: Elio (futuro politico e presidente della regione Friuli-Venezia Giulia) del Rovigo, Dino — che l'anno prima aveva lasciato la squadra del Polesine per via dello scarso utilizzo — del Petrarca.
I padovani riuscirono in corso di torneo a colmare lo svantaggio contro il Rovigo e, nell'ultimo turno di campionato, quand'era in programma l'incontro diretto tra le due squadre, si imposero all'Appiani per 21-9 affiancando in testa alla classifica i rivali per il titolo.
Si rese quindi necessario uno spareggio, disputatosi il 22 maggio 1977 allo stadio Friuli di Udine, all'epoca ancora chiamato Stadio dei Rizzi, vinto 10-9 dai padovani anche grazie a una meta di Dino De Anna, la cui validità fu contestata dai rodigini.
Durante l'incontro, inoltre, si scatenò un violentissimo temporale che provocò indirettamente la morte di un tifoso sugli spalti, colpito da un fulmine.
Per il Petrarca, alla cui guida si trovava un giocatore-allenatore di 29 anni, il mediano di mischia francese Guy Pardiès, si trattò del sesto scudetto.
Anche per la retrocessione fu necessario uno spareggio, in quanto tre squadre chiusero il torneo al penultimo posto: Amatori Catania, CUS Milano e Casale; furono i milanesi a retrocedere, insieme al San Donà ultimo.
Fu, infine, il primo campionato in cui le squadre prive di sponsor furono la minoranza, solo 6 contro le 8 con un marchio commerciale sulle maglie.

## Squadre partecipanti e sponsor
- Amatori Catania
- L’Aquila
- Brescia (Wührer)
- Casale (Gasparello)
- CUS Milano (Concordia)
- Fiamme Oro
- Parma

- Petrarca
- Reggio Calabria (Caronte)
- Rugby Roma (Algida)
- Rovigo (Sanson)
- San Donà (Fracasso)
- Torino (Ambrosetti)
- Treviso (Metalcrom)

## Risultati
|       | 1ª/14ª giornata              |       |
| ----- | ---------------------------- | ----- |
| 12-22 | CUS Milano — Rugby Roma      | 7-7   |
| 6-16  | Amatori Catania — Treviso    | 4-71  |
| 13-13 | Petrarca — Parma             | 22-6  |
| 17-28 | Rugby Torino — Fiamme Oro    | 3-12  |
| 21-0  | Rovigo — Caronte             | 6-11  |
| 21-3  | L'Aquila — Casale            | 7-3   |
| 10-14 | San Donà — Brescia           | 0-22  |
|       |                              |       |
|       | 4ª/17ª giornata              |       |
| 35-11 | Rugby Roma — Rugby Torino    | 10-13 |
| 35-6  | CUS Milano — Amatori Catania | 4-19  |
| 16-12 | Caronte — Petrarca           | 0-38  |
| 12-20 | San Donà — Rovigo            | 0-30  |
| 14-12 | Fiamme Oro — L'Aquila        | 6-16  |
| 6-7   | Casale — Brescia             | 0-0   |
| 18-25 | Parma — Treviso              | 6-20  |
|       |                              |       |
|       | 7ª/20ª giornata              |       |
| 7-6   | Caronte — CUS Milano         | 6-9   |
| 3-22  | Amatori Catania — Petrarca   | 0-23  |
| 0-11  | Rugby Torino — L'Aquila      | 7-34  |
| 12-12 | Fiamme Oro — San Donà        | 29-4  |
| 10-0  | Treviso — Brescia            | 33-12 |
| 24-3  | Parma — Casale               | 0-0   |
| 12-6  | Rovigo — Rugby Roma          | 18-9  |
|       |                              |       |
|       | 10ª/23ª giornata             |       |
| 6-10  | Casale — Rugby Roma          | 14-12 |
| 4-0   | Amatori Catania — Caronte    | 0-8   |
| 23-22 | Rugby Torino — CUS Milano    | 15-12 |
| 10-4  | Parma — San Donà             | 3-9   |
| 17-9  | Petrarca — Treviso           | 15-10 |
| 22-16 | Rovigo — Fiamme Oro          | 24-4  |
| 10-20 | Brescia — L'Aquila           | 4-39  |
|       |                              |       |
|       | 13ª/26ª giornata             |       |
| 9-13  | CUS Milano — Treviso         | 3-14  |
| 12-10 | Fiamme Oro — Casale          | 6-22  |
| 15-3  | Amatori Catania — Rugby Roma | 3-9   |
| 15-9  | Rugby Torino — Caronte       | 6-16  |
| 4-4   | Parma — Brescia              | 16-20 |
| 24-6  | Rovigo — Petrarca            | 9-21  |
| 12-4  | San Donà — L'Aquila          | 11-9  |

|       | 2ª/15ª giornata            |       |
| ----- | -------------------------- | ----- |
| 21-11 | Rugby Roma — Petrarca      | 0-8   |
| 23-9  | Fiamme Oro — CUS Milano    | 12-13 |
| 9-17  | Rugby Torino — Brescia     | 4-10  |
| 10-9  | Casale — Amatori Catania   | 7-10  |
| 20-3  | Treviso — Rovigo           | 3-7   |
| 6-12  | Parma — L'Aquila           | 12-40 |
| 23-3  | Caronte — San Donà         | 4-7   |
|       |                            |       |
|       | 5ª/18ª giornata            |       |
| 7-3   | Amatori Catania — Parma    | 0-8   |
| 10-10 | Rugby Torino — Casale      | 0-20  |
| 34-6  | L'Aquila — Caronte         | 4-4   |
| 18-9  | Treviso — Fiamme Oro       | 4-15  |
| 37-3  | Petrarca — San Donà        | 38-6  |
| 22-12 | Rovigo — CUS Milano        | 13-3  |
| 4-8   | Brescia — Rugby Roma       | 3-16  |
|       |                            |       |
|       | 8ª/21ª giornata            |       |
| 3-3   | Rugby Roma — Caronte       | 4-3   |
| 3-4   | Casale — CUS Milano        | 15-15 |
| 50-0  | L'Aquila — Amatori Catania | 3-6   |
| 4-10  | Parma — Fiamme Oro         | 14-9  |
| 36-6  | Petrarca — Rugby Torino    | 15-0  |
| 3-25  | San Donà — Trevisoo        | 10-34 |
| 0-12  | Brescia — Rovigo           | 4-14  |
|       |                            |       |
|       | 11ª/24ª giornata           |       |
| 26-0  | Rugby Roma — Parma         | 6-13  |
| 13-14 | Fiamme Oro — Petrarca      | 17-24 |
| 10-3  | Caronte — Casale           | 6-7   |
| 6-0   | CUS Milano — Brescia       | 3-10  |
| 6-17  | Treviso — L'Aquila         | 6-30  |
| 19-0  | Rovigo — Rugby Torino      | 17-10 |
| 32-10 | San Donà — Amatori Catania | 3-10  |

|       | 3ª/16ª giornata                |       |
| ----- | ------------------------------ | ----- |
| 9-6   | CUS Milano — San Donà          | 15-6  |
| 31-3  | Treviso — Caronte              | 11-15 |
| 3-14  | Amatori Catania — Rugby Torino | 4-14  |
| 19-12 | L'Aquila — Rugby Roma          | 10-7  |
| 24-6  | Petrarca — Casale              | 11-9  |
| 21-9  | Rovigo — Parma                 | 20-3  |
| 9-0   | Brescia — Fiamme Oro           | 4-7   |
|       |                                |       |
|       | 6ª/19ª giornata                |       |
| 10-6  | Rugby Roma — Treviso           | 9-6   |
| 13-26 | CUS Milano — L'Aquila          | 9-14  |
| 12-8  | Caronte — Parma                | 3-15  |
| 6-13  | Brescia — Petrarca             | 7-24  |
| 74-6  | Fiamme Oro — Amatori Catania   | 10-24 |
| 4-16  | Casale — Rovigo                | 3-19  |
| 16-6  | San Donà — Rugby Torino        | 15-20 |
|       |                                |       |
|       | 9ª/22ª giornata                |       |
| 19-3  | CUS Milano — Parma             | 3-7   |
| 12-21 | Fiamme Oro — Rugby Roma        | 15-10 |
| 3-10  | Caronte — Brescia              | 4-18  |
| 4-23  | Amatori Catania — Rovigo       | 6-23  |
| 6-6   | L'Aquila — Petrarca            | 3-10  |
| 20-4  | Treviso — Rugby Torino         | 6-24  |
| 13-4  | San Donà — Casale              | 0-11  |
|       |                                |       |
|       | 12ª/25ª giornata               |       |
| 16-0  | Rugby Roma — San Donà          | 18-10 |
| 13-3  | Petrarca — CUS Milano          | 26-15 |
| 3-13  | Caronte — Fiamme Oro           | 10-15 |
| 6-0   | Rugby Torino — Parma           | 13-20 |
| 12-9  | L'Aquila — Rovigo              | 0-9   |
| 0-6   | Casale — Treviso               | 7-17  |
| 17-0  | Brescia — Amatori Catania      | 0-20  |

### Spareggio per il 1º posto
| Arbitro: | Pogutz (Roma) |

|                              |      |                 |
| D. De Anna 53’               | mt   | 80’ Salvan      |
|                              | tr   | 80’ B. Thomas   |
| Boccaletto 33’ Lazzarini 61’ | c.p. |                 |
|                              | drop | 46’ A. Visentin |

### Spareggi per l'11º e 12º posto
| Roma | CUS Milano | 3 – 7 | Amatori Catania |  |

| Roma | Amatori Catania | 8 – 6 | Casale |  |

| Parma | Casale | 9 – 4 | CUS Milano |  |

## Classifica
|               |     | Squadra         | G  | V  | N | P  | PF  | PS  | Pt |
| ------------- | --- | --------------- | -- | -- | - | -- | --- | --- | -- |
|               | 1.  | Petrarca        | 26 | 21 | 2 | 3  | 499 | 211 | 44 |
|               | 2.  | Rovigo          | 26 | 22 | 0 | 4  | 431 | 178 | 44 |
|               | 3.  | L’Aquila        | 26 | 18 | 2 | 6  | 433 | 191 | 38 |
|               | 4.  | Treviso         | 26 | 15 | 0 | 11 | 430 | 266 | 30 |
|               | 5.  | Rugby Roma      | 26 | 14 | 2 | 10 | 310 | 234 | 30 |
|               | 6.  | Fiamme Oro      | 26 | 14 | 1 | 11 | 393 | 329 | 29 |
|               | 7.  | Brescia         | 26 | 11 | 2 | 13 | 212 | 281 | 24 |
|               | 8.  | Reggio Calabria | 26 | 9  | 2 | 15 | 189 | 301 | 20 |
|               | 9.  | Parma           | 26 | 8  | 3 | 15 | 225 | 327 | 19 |
|               | 10. | Torino          | 26 | 9  | 1 | 16 | 250 | 417 | 19 |
|               | 11. | Amatori Catania | 26 | 9  | 0 | 17 | 179 | 482 | 18 |
|               | 12. | Casale          | 26 | 7  | 4 | 15 | 196 | 259 | 18 |
| Retrocessione | 13. | CUS Milano      | 26 | 8  | 2 | 16 | 270 | 332 | 18 |
| Retrocessione | 14. | San Donà        | 26 | 7  | 1 | 18 | 207 | 433 | 15 |

## Verdetti
- Petrarca: campione d'Italia
- CUS Milano, San Donà : retrocesse in serie B